# Wicklow Mountains
Wicklow Mountains er et bjergområde, som ligger i den østlige del af Irland ca. en times kørsel syd for Dublin. I 1700-tallet var Wicklow Mountains et populært tilflugtssted for modstandere af den engelske krone. I dag er området et ydet udflugtsmål for befolkningen i Dublin, og området indeholder flere rekreationsmuligheder, eksempelvis lystfiskeri, rafting og vandreture.
Dele af området er fredet og inddraget i Wicklow Nationalpark. De højeste bjerge i området er Lugnaquilla på 926 m og Mullaghcleevaun på 847 m. I centrum af Wicklow Mountains ligger Glendalough-dalen, hvorfra der i 1042 blev skovet tømmer til bygning af vikingeskibet Skuldelev-2, der i dag findes delvis rekonstrueret på Vikingeskibsmuseet i Roskilde. Den senere rekonstruerede vikingeskibskopi Havhingsten fra Glendalough sejlede i sommeren 2007 fra Roskilde via Norge og norden om Skotland til Dublin, og returrejsen vil foregå i sommeren 2008. I Glendalough dalen ligger et gammelt kristent klosterkompleks, der ifølge krønikerne blev grundlagt af St. Kevin omkring år 600. 